# Звонарский переулок
Звона́рский переу́лок (в 1941—1993 годах — 2-й Негли́нный переу́лок) — переулок в Центральном административном округе города Москвы. Проходит от Рождественки до Неглинной. Нумерация домов ведётся от Неглинной.

## Описание
Переулок проходит по бывшему крутому левому берегу реки Неглинной, из-за чего он круто спускается от Рождественки к Неглинной улице. Переулок выходит на Неглинную улицу в месте, где она делает изгиб. Продолжением переулка за Неглинной является Рахмановский переулок.

## Происхождение названия
Переулок получил имя по располагавшейся здесь слободе, в которой жили кремлёвские звонари.

## История
Слобода звонарей образовалась на левом берегу Неглинной в XV веке и существовала до XVII века, соседствуя с огородами расположенного поблизости Богородице-Рождественского монастыря. Располагалась слобода к северу от современного Звонарского переулка. В XVIII века на углу переулка и улицы Рождественка была построена церковь св. Николая в Звонарях. В XIX веке переулок был застроен малоэтажными домами и несколькими более высокими доходными домами. В 1941 году переулок был переименован во Второй Неглинный (тогда же параллельные ему Сандуновский и Нижний Кисельный переулки переименовали в Первый и Третий Неглинные соответственно). В мае 1993 года историческое имя переулку было возвращено.
В марте — сентябре 2019 года было проведено комплексное благоустройство переулка.

## Примечательные здания и сооружения
По нечётной стороне:
- № 1 — Доходный дом (1914, архитектор И. Г. Кондратенко).
- № 5, стр. 1 — Доходный дом Ф. А. Лорие (1914, архитектор Ф. А. Ганешин), ценный градоформирующий объект[1].
- № 5, стр. 2 — Административное здание (1910-е)[1].
- № 7, стр. 1, 2 — Городская усадьба Е.Васильевой — Е. И. Вишняковой — доходный дом (1835; 1874; 1877; 1910), ценный градоформирующий объект[1].

По чётной стороне:
- № 2 (он же № 14 по Неглинной улице) — выходящее боковым фасадом в переулок роскошное новое здание Сандуновских бань с бывшим торговым домом Юргенсона и меблированными комнатами. Построено в 1894—1895 годах архитекторами Б. В. Фрейденбергом, С. Ф. Кулагиным и В. И. Чагиным. Квартиру в доме некоторое время снимал А. П. Чехов.
- № 4 — Жилой дом XIX в[1].
- № 6 — Главный дом городской усадьбы М. Шебалиной — дом доходный (1832; 1886, архитектор А. И. Медведев), ценный градоформирующий объект[1].
- № 8 (№ 13 по Рождественке) — церковь святого Николая в Звонарях. Храм построен в 1762—1781 годах в стиле барокко по проекту зодчего К. И. Бланка.

- Храм свт. Николая в Звонарях, вид с Рождественки
- Церковь святого Николая в Звонарях